# 樹海に消えたルポライター〜霊眼〜
『樹海に消えたルポライター〜霊眼〜』（じゅかいにきえたるぽらいたーれいがん）は、中村啓による日本の推理小説、ホラー小説。
第7回『このミステリーがすごい!』大賞の優秀賞およびWEB読者賞（読者投票1位）受賞作。塔山郁の『毒殺魔の教室』との優秀賞ダブル受賞となった。